# Echium lusitanicum
Echium lusitanicum L. es una especie botánica perteneciente a la familia de las boragináceas.

## Hábitat
Se encuentra en claros de matorral y etapas aclaradas de castañares, melojares y quejigares, en zonas húmedas; a 350-900 m s. n. m. En el oeste de España, centro y norte de Portugal.

## Descripción
Es una hierba perenne multicaule, serícea. Tallos de hasta 90 cm, erecto o ascendentes, simples, naciendo en la axila de las hojas de una roseta basal, con indumento simple de setas largas y más o menos patentes. Hojas con indumento simple; las de la base de hasta 50 x 5’5 (-7) cm, elípticas o estrechamente elípticas, agudas, gradualmente estrechadas en un peciolo corto a veces apenas marcado, formando una roseta bien marcada; las caulinares superiores de hasta 19 x 2’2 cm, lanceoladas o estrechamente elípticas, con base ensanchada ligeramente auriculada. Inflorescencia espiciforme, laxa, con numerosas cimas; cimas multifloras, alargándose hasta 12 (-16) cm y con parte inferior desprovista de flores en la fructificación. Brácteas de 4-6 x 0’5-1’5 mm, linear-lanceoladas, más cortas que el cáliz. Flores cortamente pediceladas. Cáliz con lóbulos de 4-6’5 x 0’5-1 (-1’5) mm, linear-lanceolados, ligeramente acrescentes y estrechamente lanceolados en la fructificación, subagudos, más o menos densamente setoso-híspidos y con pelos pluricelulares crispados sobre todo en el ápice, muy abundante en la floración, corola de 6-9 (-10) mm, y ligeramente infundibuliforme, casi cilíndrica, subactinomorfa, con tubo de 2’5-3’5 mm y limbo de 3’5-5’5 (-6) mm de diámetro, azul-pálido o azul-violeta pálido, virando a azul-grisáceo o a azul-violeta pálido con la desecación, con pelos largos laxos sobre los nervios y en los lóbulos. Androceo con los 5 estambres largamente exertos, con filamentos glabros y rojizos. Núculas de 2’5-3 x 1’4-1’5 mm, irregular y ligeramente tuberculado-rugosas o muricadas. 2n= 16.

## Taxonomía
Echium lusitanicum fue descrita por Carlos Linneo  y publicado en Species Plantarum 1: 140. 1753.
Citología
Número de cromosomas de Echium lusitanicum (Fam. Boraginaceae) y táxones infraespecíficos: 2n=16
Etimología
Echium: nombre genérico que deriva del griego echium, lo que significa víbora, por la forma triangular de las semillas que recuerdan vagamente a la cabeza de una víbora.
lusitanicum: epíteto geográfico que alude a su localización en Lusitania.
Sinonimia
- Echium broteri Samp.
- Echium broteroi Coutinho
- Echium lusitanicum subsp. lusitanicum[4][5]